# Phragmacossia libani
Phragmacossia libani is een vlinder uit de familie van de houtboorders (Cossidae). De wetenschappelijke naam van de soort werd voor het eerst geldig gepubliceerd in 1933 door Daniel.